# Roniel Campos
Roniel Campos   (Nirgua, 27 de juliol de 1993) és un ciclista veneçolà, professional des del 2014. En el seu palmarès destaquen tres edicions de la Volta al Táchira, el 2020, 2021 i 2022.

## Palmarès
- 2011
  -  Campionat de Veneçuela junior
- 2016
  - Vencedor d'una etapa a la Volta al Táchira
  - Vencedor d'una etapa a la Volta a Trujillo
- 2020
  - 1r a la Volta al Táchira
  - Vencedor d'una etapa a la Volta a Veneçuela
- 2021
  - 1r a la Volta al Táchira i vencedor de 3 etapes
  - 1r a la Volta a Bramón i vencedor d'una etapa
- 2022
  - 1r a la Volta al Táchira i vencedor d'una etapa
  - Vencedor d'una etapa a la Volta a Bramón